# Ada Isensee

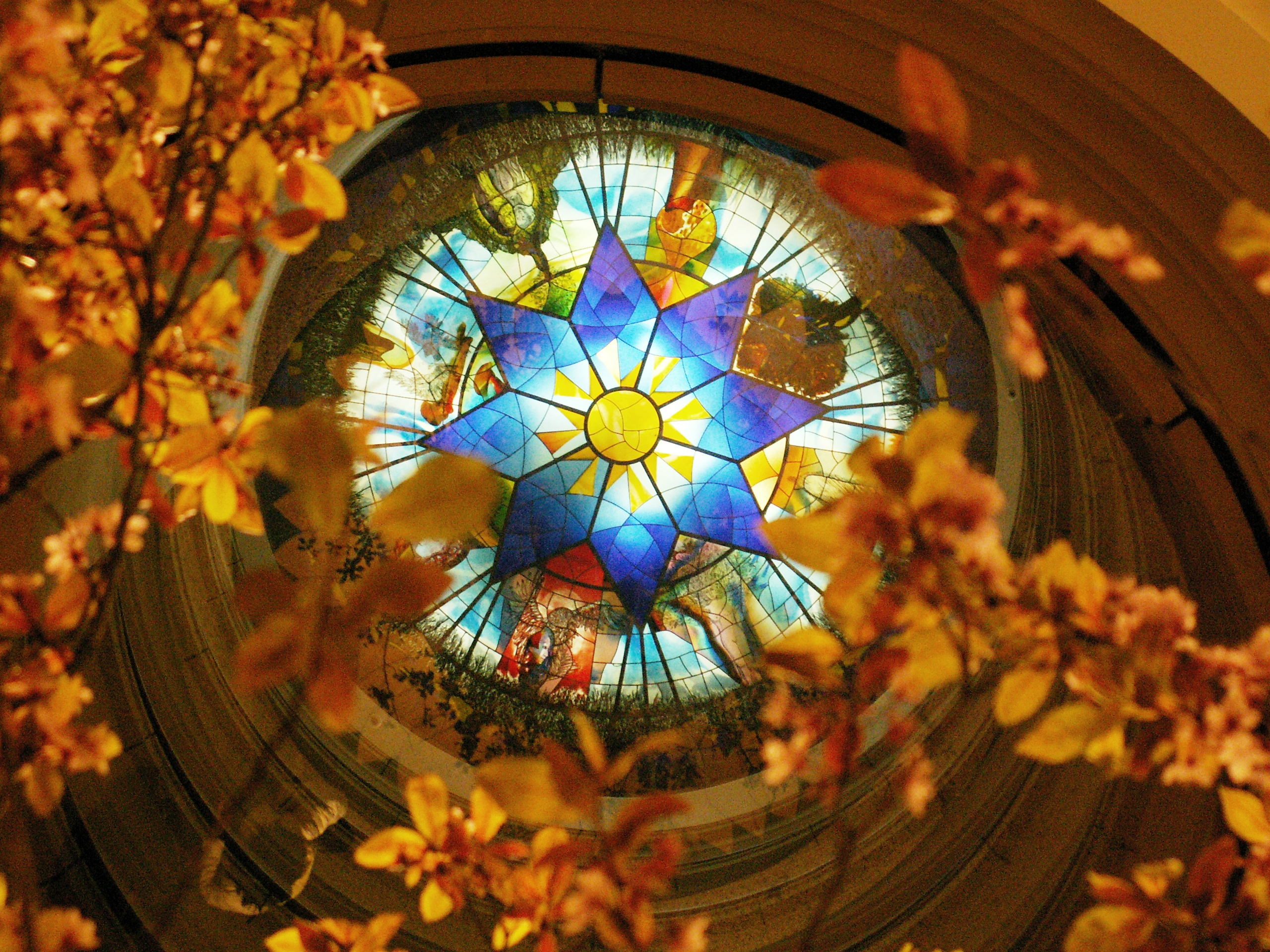
Deckenöffnungen mit Bleiglasfenster von Ada Isensee im Hamburger Levantehaus

Ada Isensee (* 12. Mai 1944 in Potsdam) ist eine deutsche Malerin und Glaskünstlerin.
1964 begann Isensee an der Ludwig-Maximilians-Universität München Psychologie zu studieren. Später wechselte sie an die Eberhard Karls Universität Tübingen, wo sie dieses Studium 1967 abschloss.
Im gleichen Jahr wechselte Isensee für zwei Jahre an die École nationale supérieure des beaux-arts de Paris, unterbrochen von einem Studienaufenthalt in London. Ab dem Wintersemester 1968 war Isensee Schülerin von Hans Gottfried von Stockhausen an der Staatlichen Akademie der Bildenden Künste Stuttgart und blieb dies bis 1972.
Anschließend ließ sich Isensee als freischaffende Malerin in Buoch nieder. Schwerpunkte ihrer Arbeit liegen in der Glasgestaltung freier und architekturgebundener Scheiben sowie in der Zeichnung und Radierung.
Ada Isensee war mit Hans Gottfried von Stockhausen verheiratet und hat mit ihm zwei Söhne.

## Werke (Auswahl)

### Glasmalerei
- Speyer/Pfalz, Kapelle der Ev. Diakonissenanstalt (1989): Noah-Fenster
- Neumarkt i.d. Oberpfalz, kath. Kirche St. Johannes (1995): Moses im brennenden  Busch und Tympanon
- Waiblingen, Dietrich-Bonhoeffer-Kirche (1990): Drei Fenster
- Pleisweiler-Oberhofen, Martinskirche (1991/1992): Sieben Fenster
- Westerrönfeld, Luther-Kirche (1992): Zwei Fenster
- Schorndorf, Stadtkirche (2006): Jedermann-Fenster"
- Großheppach, Aegidiuskirche (2008): Chorfenster
- Beutelsbach, Stiftskirche (2009): Chorfenster Deinen Tod, o Herr, verkünden wir – Deine Auferstehung preisen wir – Bis du kommst in Herrlichkeit
- Westerrönfeld, Lutherkirche (2010): Zwei Fenster
- Esslingen, Johanniskirche (2011): Drei Fenster